# Acanthocystis turfacea
Acanthocystis turfacea ist eine von Carter 1863 zusammen mit der Gattung (Biologie) Acanthocystis erstbeschriebene Art (Spezies) in der Familie (Biologie) Acanthocystidae.
Damit ist A. turfacea die Typusart der Gattung Acanthocystis.
Wie bei den anderen Mitgliedern dieser Gattung sind die Organismen dieser Spezies kugelförmige Einzeller, deren „hervorstechendstes“ Merkmal drei unterschiedliche, jeweils in allen drei Dimensionen radial abstehende Strukturen sind: lange und kurze glasartige (kieselhaltige) Stacheln (Spiculen, lat. Spicula, en. siliceous spicules) und länglichen Scheinfüßchen (Pseudopodien), hier deswegen auch Axopodien genannt. Die Spicula sind an ihren Spitzen (d. h. distal) gegabelt.
Diese Strukturen gehen aus vom sog. Zentroplast (nicht zu verwechseln mit Zentrosom), der sich in der Mitte der Zelle befindet, weshalb der eigentliche Zellkern deutlich exzentrisch platziert ist.
Wegen dieser Morphologie (Biologie) werden die Mitglieder der Familie Acanthocystidae zusammen mit A. turfacea informell als Sonnentierchen (Heliozoa) bezeichnet. Diese Gruppe hat sich allerdings als nicht monophyletisch erwiesen und hat daher ihren Status als Taxon verloren. Die Gruppe der Sonnentierchen mit Zentroplast wird aber von den meisten Autoren als Klasse (Biologie) mit der Bezeichnung Centrohelea bzw. nach Thomas Cavalier-Smith als Centroplasthelida (deutsch Centroheliden) anerkannt.

## Beschreibung
A. turfacea ist die bei weitem am besten erforschte Acanthocystis-Art.
Der Periplast (d. h. die Zelle ohne Spicula und Axopodien) hat einen Durchmesser von 10–150 μm, durchschnittlich 60–90 μm.
Platten- und Stachelschuppen sind getrennt in zwei dicht übereinander liegenden Schichten angeordnet.
Die Ermittlung der Feinstruktur der Platten- und Stachelschuppen ist von größter Bedeutung für die Anatomie von A. turfacea, insbesondere in Bezug auf die Abgrenzung zu anderen Arten,
wenn nicht auf DNA-Sequenzierung zurückgegriffen werden kann;
allerdings liegt diese größtenteils jenseits des Auflösungsvermögens von Lichtmikroskopen.

### Stachelschuppen (Spicula)
Die radialen Stachelschuppen (Spicula) kommen in zwei Typen vor, kurz und lang.
Die Spicula des ersten Typs haben eine Länge von 3,3–15 μm, nach anderen Angaben 6–14,5 μm oder 8–155 μm.
Die des zweiten Typs haben eine Länge von 12–30 μm, nach anderen Angaben auch bis 45–65 μm.
Eine scharfe Trennung zwischen den beiden Varianten jedoch kaum möglich, wegen der Überschneidung der Längenbereiche und da es auch Übergangsformen gibt: In der Regel sind auch viele Stacheln mittlerer Länge (25–35 μm) vorhanden.
Die Spicula sind am äußeren Ende gegabelt („apikale Furca“, en. apical furca).
Die kurzen Stachelschuppen sind deutlich zweigeteilt, jede trägt an der Spitze zwei lange Endstücke.
Die längeren Stachelschuppen sind ebenfalls, aber weniger deutlich gegabelt, jedoch mit mindestens drei kürzeren Spitzen.
Die Länge des Stiels scheint also im umgekehrten Verhältnis zur Länge der Gabelung zu stehen.
Der Schaft der Spicula ist gerade und scheint hohl, er sitzt mittig auf einer kreisförmigen oder ovalen Scheibe als Basis von 1,5–4,5 μm, bei den längeren Spicula 6–14,5 μm bzw. 2,3–4,5 μm im Durchmesser.

### Plattenschuppen
Die tangentialen Plattenschuppen am Periplast sind oval (bzw. länglich ellipsoidisch) und messen 1,9–5,5 × 3,7–12,0 μm, nach anderen Angaben 3,7–4,2 × 1,9–2,2 μm bzw. 3,5–5,5 × 8–12 μm.
Im Rasterelektronenmikroskop (REM, en. SEM) erscheinen sie flach, oft leicht konvex nach einer Seite gebogen mit einer leichten Verdickung in der Mitte.
Beide Seiten (innen und außen, „ventral“ und „dorsal“) haben eine glatte Oberfläche ohne Muster, abgesehen von einer schwach entwickelten zentralen Rippe.
In der Schicht der Plattenschuppen wurden mehrere Poren beobachtet, die in regelmäßigen Abständen über die Oberfläche der Zelle verteilt waren und einen Querschnitt von etwa  μm aufwiesen. Die Poren ermöglichen vermutlich den Durchgang von Nahrungs- und Abfallstoffen durch die Zellhülle.

### Axopodien
Die Axopodien sind kräftig und deutlich granuliert.
Der Zellkern ist stark exzentrisch platziert und formbestimmend.

### Zoochlorellen
Oft sind symbiotische Zoochlorellen vorhanden, früher wegen des in diesen enthaltenen Chlorophylls phänomenologisch auch Chlorophyll-Körper oder -Körperchen (en. chlorophyll corpuscles) genannt (siehe Abb.).
Individuen mit Zoochlorellen sind in der Regel größer als solche ohne symbiotische Algen.

### Zysten
Die Zysten sind mit einem kieseligen Belag (Hülle) ausgestattet.

## Ökologie
A. turfacea ist eine Süßwasser-Spezies und bevorzugt oligotrophe bis eutrophen  (insbesondere detritusreiche) Gewässer.
Die Art ist kosmopolitisch (weltweit) vertreten.
Carter beschrieb erstmals A. turfacea erstmals 1863 aus Proben von Heidemooren (en. heath bogs) an der südlichen Küste von Devon fand.
Penard fand sie in einer Tiefe von 30–40 m im Genfer See und Leidy in den Rocky Mountains bis in eine Höhe vom 3300 m.
Weitere Fundorte sind der Lago di Garcia (en. Lake Garcia, Roccamena, Provinz Palermo, Sizilien) und Jocks Lagoon, Tasmanien.

## Forschungsgeschichte
In seiner Erstbeschreibung der Spezies A. turfacea 1863 beobachtete Carter weder die kürzere Art der Stachelschuppen (Spicula) noch überhaupt die Existenz von Plattenschuppen.
Eine detailliertere Beschreibung stammt von Greeff (1869), der die Art als A. viridis (Ehrb.) Carter identifizierte.
Es folgte eine weitere Beschreibung mit detaillierten Zeichnungen von Leidy (1879), der sie als A. chaetophora klassifizierte.
A. turfacea ist eine der wenigen Acanthocystis-Arten, die im Lichtmikroskop (LM) mit einiger Sicherheit identifiziert werden können;
was an der relativen Größe dieser Einzeller und der Ausstattung mit den gegabelten Spicula liegt.
Manchmal gibt es relativ viele kleine gegabelte Stachelschuppen; die Exemplare mit vielen langen Stachelschuppen und wenigen charakteristischen gegabelten kurzen Stachelschuppen sind mit dem Lichtmikroskop ausnahmsweise schwer von der Schwesterart A. penardi zu unterscheiden.

## Etymologie
Das Art-Epitheton turfacea bezieht sich auf die Herkunft der Probe für die Erstbeschreibung, Torf (vgl. lateinisch ulîgo turfacea, englisch peat bog, deutsch ‚Torfmoor‘)

## Systematik
Die Taxonomie der Gattung Acanthocystis und damit der Art A. turfacea ist immer noch in der Diskussion:
- Art (Spezies): A. turfacea Carter, 1863[1][3][13][12][10] – Typusart der Gattung; Synonyme: A. chaetophora Leidy, 1879 A. pallida Greeff, 1869, A. viridis Grenacher, 1869, Actinophrys viridis Ehrenberg[3]
- Gattung Acanthocystis Carter, 1863
- Familie: Die Gattung Acanthocystis ist einziges Mitglied (und Typusgattung) der Familie Acanthocystidae.[1][12][2][13]
- Ordnung: Diese wird in der herkömmlichen Taxonomie der Ordnung Centrohelida Kühn, 1926 gestellt;[1][12][2] das National Center for Biotechnology Information (NCBI) folgt abweichend einer Taxonomie nach Thomas Cavalier-Smith und nennt stattdessen die Ordnung Acanthocystida Cavalier-Smith & von der Heyden 2007.[13]
- Klasse: In beiden Taxonomien ist die jeweilige Ordnung Mitglied der durch einen Zentroplast[17] gekennzeichneten Gruppe/Klade von Heliozoen oder Sonnentierchen (en. Centrohelid Heliozoans), die gewöhnlich als Centrohelea,[1][12] beim NCBI und Cavalier-Smith aber synonym als Centroplasthelida[13][18][19][20] (beides im Rang einer Klasse) bezeichnet werden.
- Obwohl von vielen Autoren immer noch (Stand Januar 2022) die Heliozoa in der taxonomischen Zuordnung dieser Klasse angeben,[1][12][2] gelten diese (wie auch die Radiolaria) heute nicht mehr als monophyletisch und daher als veraltetes Taxon.[21] Die genaue Stellung ist bis heute noch in der Diskussion,[22] meist werden sie aber als Mitglied der Gruppe der Hacrobia[1][12] und damit des Protisten-Reichs Chromista gesehen.[1][12][2]

## Viren
Alle derzeit (Stand Mitte Januar 2022) bekannten mit A. turfacea assoziierten Viren gehören der Gattung Chlorovirus (Familie Phycodnaviridae) an und sind Riesenviren.
Da A. turfacea gewöhnlich endosymbiotische Zooxanthellen der Gattung Chlorella, kann eine dem Wirt gefundene Virus-Gensequenz bedeuten, dass dieses Virus A. turfacea oder Chlorella parasitiert, da es in der Gattung Chlorovirus mehrere Vertreter gibt, die Chlorella und Verwandte infizieren, ist möglicherweise eher letztere zu vermuten. Die aktuelle Bezeichnungsweise berücksichtigt diesen Umstand jedoch nicht, die Viren werden als A. turfacea Chlorella virus (ATCV) bezeichnet und nicht als etwa „A. turfacea associated Chlorella virus“ („ATaCV“).
Derzeit gibt es zwar nur eine einzige Spezies von mit Acanthocystis-Arten assoziierten Viren, die vom International Committee on Taxonomy of Viruses (ICTV) offiziell bestätigt ist, Acanthocystis turfacea chlorella virus 1 (ATCV-1, auch kurz Chlorovirus ATCV-1 genannt).
Der natürliche Wirt (Biologie) von ATCV-1 ist die Art Chlorella heliozoae; dagegen wird Chlorella variabilis nicht infiziert.
Obwohl der Hauptwirt – als Zoochlorellen von A. turfacea – zu den einzelligen Protisten gehört, scheint diese Spezies auch eine pathologische (krankmachende) Wirkung auf Mammalia (Säuger) zu haben (belegt für Menschen wie Mäuse).
Über diese bestätigte Spezies hinaus kennt das  National Center for Biotechnology Information (NCBI) eine ganze Reihe weiterer vorgeschlagener mit A. turfacea assoziierter Viren, alle in der Gattung Chlorovirus:
- „A. turfacea Chlorella virus 5th_CW_MN_L4“
- „A. turfacea Chlorella virus 5th_CW_MN_s1a“
- „A. turfacea Chlorella virus Br0604L“[33]
- „A. turfacea Chlorella virus BRO604“
- „A. turfacea Chlorella virus Can0610SP“[33]
- „A. turfacea Chlorella virus Canal-1“[33]
- „A. turfacea Chlorella virus Chile_7s“
- „A. turfacea Chlorella virus Dismal_NE“
- „A. turfacea Chlorella virus Dismal_NE_s3“
- „A. turfacea Chlorella virus Drexel“
- „A. turfacea Chlorella virus GM0701“[33]
- „A. turfacea Chlorella virus GM0701.1“
- „A. turfacea Chlorella virus GNLD22“
- „A. turfacea Chlorella virus Hale-L“
- „A. turfacea Chlorella virus Hale-s1“
- „A. turfacea Chlorella virus Hale-s2“
- „A. turfacea Chlorella virus Hale_WI_m4“
- „A. turfacea Chlorella virus IL-1“
- „A. turfacea Chlorella virus IL-M“
- „A. turfacea Chlorella virus Island-Lake_Large-Plaque“
- „A. turfacea Chlorella virus Island-Lake_Medium“
- „A. turfacea Chlorella virus Island-Lake_Small“
- „A. turfacea Chlorella virus K2“
- „A. turfacea Chlorella virus K2s“
- „A. turfacea Chlorella virus KS3-S“
- „A. turfacea Chlorella virus LP_CO_F1m“
- „A. turfacea Chlorella virus LP_CO_F2L“
- „A. turfacea Chlorella virus LP_CO_F2m“
- „A. turfacea Chlorella virus LP_CO_F2s“
- „A. turfacea Chlorella virus LP_CO_F3L“
- „A. turfacea Chlorella virus LP_CO_F3m“
- „A. turfacea Chlorella virus LP_CO_F4s“
- „A. turfacea Chlorella virus mid_1.1“
- „A. turfacea Chlorella virus mid_1.2m“
- „A. turfacea Chlorella virus mid_1.2s2“
- „A. turfacea Chlorella virus mid_10.1L“
- „A. turfacea Chlorella virus mid_10.1s1“
- „A. turfacea Chlorella virus mid_10.1s2“
- „A. turfacea Chlorella virus mid_11.1m“
- „A. turfacea Chlorella virus mid_12.1“
- „A. turfacea Chlorella virus mid_12.3L“
- „A. turfacea Chlorella virus mid_12.3s“
- „A. turfacea Chlorella virus mid_13.1L1“
- „A. turfacea Chlorella virus mid_13.1L2“
- „A. turfacea Chlorella virus mid_13.1s1“
- „A. turfacea Chlorella virus mid_14.1“
- „A. turfacea Chlorella virus mid_14.2“
- „A. turfacea Chlorella virus mid_14.3“
- „A. turfacea Chlorella virus mid_3.1s“
- „A. turfacea Chlorella virus mid_5.1L1“
- „A. turfacea Chlorella virus mid_5.1L2“
- „A. turfacea Chlorella virus mid_5.1s1“
- „A. turfacea Chlorella virus mid_6.1“
- „A. turfacea Chlorella virus mid_6.2“
- „A. turfacea Chlorella virus mid_7.2“
- „A. turfacea Chlorella virus mid_8.1“
- „A. turfacea Chlorella virus mid_9.1“
- „A. turfacea Chlorella virus MN0810.1“[33]
- „A. turfacea Chlorella virus MN08101“
- „A. turfacea Chlorella virus MO0605SPH“[33]
- „A. turfacea Chlorella virus MO3“
- „A. turfacea Chlorella virus NE-JV-2“[33]
- „A. turfacea Chlorella virus NE-JV-3“[34]
- „A. turfacea Chlorella virus NPRLb“
- „A. turfacea Chlorella virus NPRma“
- „A. turfacea Chlorella virus NPRsb“
- „A. turfacea Chlorella virus NTS-1“[33]
- „A. turfacea Chlorella virus NY-2“
- „A. turfacea Chlorella virus NY-2s2“
- „A. turfacea Chlorella virus NY2m“
- „A. turfacea Chlorella virus NY2s1“
- „A. turfacea Chlorella virus OH-S“
- „A. turfacea Chlorella virus Or0704“
- „A. turfacea Chlorella virus OR0704.3“[33]
- „A. turfacea Chlorella virus Pl_R_Lma“
- „A. turfacea Chlorella virus Pl_R_OLa“
- „A. turfacea Chlorella virus Smith-Lake_Large-Plaque“
- „A. turfacea Chlorella virus Smith-Lake_Medium-Plaque“
- „A. turfacea Chlorella virus Smith-Lake_Small-Plaque“
- „A. turfacea Chlorella virus Smith_L_La“
- „A. turfacea Chlorella virus Somers_MT_L3“
- „A. turfacea Chlorella virus Somers_MT_m1“
- „A. turfacea Chlorella virus SPRLa“
- „A. turfacea Chlorella virus SPRma“
- „A. turfacea Chlorella virus SPRsb“
- „A. turfacea Chlorella virus TN603“
- „A. turfacea Chlorella virus TN603.4.2“[27][27]
- „A. turfacea Chlorella virus TX3-L1“
- „A. turfacea Chlorella virus TX3-L2“
- „A. turfacea Chlorella virus TX3m“
- „A. turfacea Chlorella virus TX3s“
- „A. turfacea Chlorella virus up_1.2m1“
- „A. turfacea Chlorella virus up_1.2m2“
- „A. turfacea Chlorella virus up_3.1“
- „A. turfacea Chlorella virus up_4.1L1“
- „A. turfacea Chlorella virus up_4.2“
- „A. turfacea Chlorella virus up_5.2L“
- „A. turfacea Chlorella virus up_5.3m“
- „A. turfacea Chlorella virus up_5.3s2“
- „A. turfacea Chlorella virus up_7.2“
- „A. turfacea Chlorella virus up_8.1“
- „A. turfacea Chlorella virus Verbena_VA_L4“
- „A. turfacea Chlorella virus Verbena_VA_m1“
- „A. turfacea Chlorella virus Verbena_VA_s3“
- „A. turfacea Chlorella virus WI0606“[33]
- „A. turfacea Chlorella virus WR_DE“
- „A. turfacea Chlorella virus WR_DE_s2cr2“